# Hakim Magumba
Hakim Magumba (ur. 23 września 1981 w Kampali) – ugandyjski piłkarz grający na pozycji pomocnika. W swojej karierze rozegrał 21 meczów i strzelił 1 gola w reprezentacji Ugandy.

## Kariera klubowa
Swoją karierę piłkarską Magumba rozpoczął w klubie Iganga Town Council FC. W sezonie 1996 zadebiutował w jego barwach w pierwszej lidze ugandyjskiej. W latach 1998–2006 występował w Villa SC. Siedmiokrotnie został z nim mistrzem kraju w sezonach 1998, 1999, 2000, 2001, 2002, 2003 i 2004, a także wicemistrzem w sezonie 2005 oraz zdobył trzy Puchary Ugandy w latach 1998, 2000 i 2002. W latach 2007–2010 był zawodnikiem rwandyjskiego Atraco FC. Wywalczył z nim mistrzostwo Rwandy w sezonie 2007/2008, dwa wicemistrzostwa w sezonach 2008/2009 i 2009/2010 oraz Puchar Rwandy w 2009. W latach 2010–2015 ponownie grał w Villa SC. W sezonie 2024/2015 został z nim wicemistrzem Ugandy i sięgnął po krajowy puchar. W latach 2015–2017 był graczem Bul FC, w którym zakończył karierę.

## Kariera reprezentacyjna
W reprezentacji Ugandy Kadogo zadebiutował 8 kwietnia 2000 w zremisowanym 4:4 meczu eliminacji do MŚ 2002 z Gwineą, rozegranym w Kampali. Od 2000 do 2006 wystąpił w kadrze narodowej 21 razy i strzelił 1 gola.